# Sh2-160
Sh2-160 è una nebulosa a emissione visibile nella costellazione di Cefeo.
Si individua nella parte orientale della costellazione, circa 2° a sudest della stella ι Cephei; il periodo più indicato per la sua osservazione nel cielo serale ricade fra i mesi di luglio e dicembre ed è notevolmente facilitata per osservatori posti nelle regioni dell'emisfero boreale terrestre, dove si presenta circumpolare fino alle regioni temperate calde.
Si tratta di una regione H II piuttosto estesa ma molto poco studiata, situata sul Braccio di Orione alla distanza di circa 900 parsec (circa 2930 anni luce), nella stessa regione del Braccio di Orione in cui si trova l'associazione stellare Cepheus OB3. La stella principale responsabile della ionizzazione dei suoi gas non è nota.